# Nuoto ai campionati europei di nuoto 2018 - Staffetta mista 4x100 metri misti
La staffetta mista 4x100 metri misti dei campionati europei di nuoto di Glasgow 2018 si è svolta il 6 agosto 2018. Le batterie si sono svolte al mattino mentre la finale è stata disputata nel pomeriggio dello stesso giorno.

## Podio
| Posizione | Oro                                                                                 | Argento | Bronzo |
| --------- | ----------------------------------------------------------------------------------- | --- | --- |
| Nazione   | Gran Bretagna                                                                       | Russia | Italia |
| Atleti    | Georgia Davies Adam Peaty James Guy Freya Anderson Nicholas Pyle Charlotte Atkinson | Kliment Kolesnikov Yuliya Yefimova Svetlana Čimrova Vladimir Morozov Grigoriy Tarasevich Ilya Khomenko Viktoriya Andreyeva Marija Kameneva | Margherita Panziera Fabio Scozzoli Elena Di Liddo Alessandro Miressi Matteo Restivo Arianna Castiglioni Luca Dotto' |

## Risultati

### Batterie
Le batterie sono iniziate alle 10:36.
| Class | Gruppo | Corsia | Nazione       | Nuotatori | Tempo   | Note |
| ----- | ------ | ------ | ------------- | --- | ------- | ---- |
| 1     | 1      | 8      | Paesi Bassi   | Maaike de Waard (1:01.08) Arno Kamminga (59.06) Joeri Verlinden (51.78) Ranomi Kromowidjojo (53.42)          | 3:45.34 | Q    |
| 2     | 1      | 3      | Germania      | Jenny Mensing (1:00.41) Fabian Schwingenschlögl (59.84) Marius Kusch (51.69) Annika Bruhn (54.28)            | 3:46.22 | Q    |
| 3     | 1      | 4      | Russia        | Grigoriy Tarasevich (53.22) Ilya Khomenko (59.57) Viktoriya Andreeva (59.68) Marija Kameneva (53.98)         | 3:46.45 | Q    |
| 4     | 2      | 1      | Gran Bretagna | Nicholas Pyle (54.50) Adam Peaty (58.49) Charlotte Atkinson (59.90) Freya Anderson (54.55)                   | 3:47.44 | Q    |
| 5     | 2      | 6      | Italia        | Matteo Restivo (55.14 ) Arianna Castiglioni (1:06.32) Elena Di Liddo (57.76) Luca Dotto (48.51)              | 3:47.73 | Q    |
| 6     | 2      | 5      | Polonia       | Kacper Stokowski (55.21) Marcin Stolarski (1:00.40) Anna Dowgiert (59.47) Katarzyna Wasick (54.43)           | 3:49.51 | Q    |
| 7     | 1      | 6      | Svezia        | Gustav Hökfelt (55.43) Johannes Skagius (1:00.26) Louise Hansson (57.95) Magdalena Kuras (55.94)             | 3:49.58 | Q    |
| 8     | 1      | 5      | Svizzera      | Thierry Bollin (55.37) Yannick Käser (1:00.43) Svenja Stoffel (1:00.01) Maria Ugolkova (54.05)               | 3:49.86 | Q    |
| 9     | 1      | 7      | Israele       | David Gamburg (55.71) Itay Goldfaden (1:02.18) Amit Ivry (58.77) Andrea Murez (54.23)                        | 3:50.89 |      |
| 10    | 2      | 2      | Belgio        | Emmanuel Vanluchene (56.32) Basten Caerts (1:00.32) Kimberly Buys (58.39) Juliette Dumont (56.19)            | 3:51.22 |      |
| 11    | 2      | 3      | Lituania      | Gytis Stankevičius (55.10) Kotryna Teterevkova (1:08.74) Deividas Margevičius (52.41) Rūta Meilutytė (55.60) | 3:51.85 |      |
| 12    | 2      | 8      | Bielorussia   | Mikita Tsmyh (55.14) Il'ja Šymanovič (59.15) Anastasiya Kuliashova (1:00.73) Yuliya Khitraya (57.13)         | 3:52.15 |      |
| 13    | 2      | 7      | Estonia       | Karl Johann Luht (55.88) Maria Romanjuk (1:09.51) Daniel Zaitsev (53.11) Kertu Ly Alnek (56.40)              | 3:54.90 |      |
| 14    | 1      | 1      | Austria       | Bernhard Reitshammer (55.47) Christopher Rothbauer (1:01.76) Claudia Hufnagl (1:02.07) Lena Kreundl (55.70)  | 3:55.00 |      |
| 15    | 1      | 0      | Turchia       | Metin Aydın (55.85) Berkay Ömer Öğretir (1:01.51) Nida Eliz Üstündağ (1:02.20) Selen Özbilen (56.11)         | 3:55.67 |      |
| 16    | 2      | 4      | Lettonia      | Ģirts Feldbergs (55.96) Daniils Bobrovs (1:01.62) Gabriela Ņikitina (1:05.45) Ieva Maļuka (56.01)            | 3:59.04 |      |
| 17    | 1      | 2      | Slovacchia    | Adam Černek (58.20) Tomáš Klobučník (1:00.82) Andrea Podmaníková (1:03.37) Laura Benková (57.34)             | 3:59.73 |      |
| -     | 2      | 0      | Ungheria      | Gábor Balog (54.59) Anna Sztankovics (1:08.46) Evelyn Verrasztó (1:00.41) Dominik Kozma                      | dq      | dq   |

### Finale
La finale si è svolta alle 18:22.
| Class   | Corsia | Nazione       | Nuotatori                                                                                              | Tempo   | Note                                   |
| ------- | ------ | ------------- | --- | ------- | -------------------------------------- |
| Oro     | 6      | Gran Bretagna | Georgia Davies (59.12) Adam Peaty (57.27) James Guy (50.96) Freya Anderson (52.83)                     | 3:40.18 | Record europeo · Record dei campionati |
| Argento | 3      | Russia        | Kliment Kolesnikov (52.51) Yuliya Yefimova (1:05.07) Svetlana Čimrova (57.30) Vladimir Morozov (47.83) | 3:42.71 | Record nazionale                       |
| Bronzo  | 2      | Italia        | Margherita Panziera (1:00.11) Fabio Scozzoli (59.46) Elena Di Liddo (57.68) Alessandro Miressi (47.60) | 3:44.85 | Record nazionale                       |
| 4       | 4      | Paesi Bassi   | Kira Toussaint (1:00.33) Arno Kamminga (1:00.89) Joeri Verlinden (51.37) Ranomi Kromowidjojo (52.98)   | 3:45.57 |                                        |
| 5       | 5      | Germania      | Jenny Mensing (1:00.91) Fabian Schwingenschlögl (59.65) Marius Kusch (51.41) Annika Bruhn (53.85)      | 3:45.82 |                                        |
| 6       | 7      | Polonia       | Alicja Tchórz (1:00.94) Marcin Stolarski (1:00.14) Michał Chudy (52.57) Katarzyna Wasick (54.07)       | 3:47.72 | Record nazionale                       |
| 7       | 8      | Svizzera      | Thierry Bollin (54.81) Yannick Käser (1:00.46) Svenja Stoffel (59.46) Maria Ugolkova (53.53)           | 3:48.26 | Record nazionale                       |
| 8       | 1      | Svezia        | Gustav Hökfelt (54.71) Johannes Skagius (1:00.40) Louise Hansson (58.01) Ida Lindborg (55.41)          | 3:48.53 | Record nazionale                       |